# ウィー・キムウィー
ウィー・キムウィー（Wee Kim Wee、黄金輝、黄金辉、日本語読み:こう・きんき、1915年11月4日 – 2005年5月2日）は、シンガポールの政治家、1985年から1993年まで在任した第4代シンガポール共和国大統領。

## 生い立ち
1915年11月4日、ウィー・キムウィーは、ウィー・チュンレイ(Wee Choong Lay)とその妻チュア・レイファ(Chua Lay Hua)、ないし、チュア・へイルアン(Chua Hay Luan)の息子として生まれた。父ウィー・チュンレイは船のパーサー（事務責任者）だったが、ウィー・キムウィーが6歳の時に失明した。ウィー・キムウィーが8歳のとき父は死去し、同じく19歳のとき母も死去した。初等教育をパールズ・ヒルの学校で受けた後、ラッフルズ・インスティチューションに進んだ。しかし、2年間在学した後、1930年1月に退学し、卒業はしなかった。

## 経歴

### 1930年–1973年：ジャーナリズム
1930年、ウィーは、『ザ・ストレーツ・タイムズ』紙で事務員として働き始め、後には政治問題を専門とする新聞記者となった。やがて同紙の看板記者のひとりとなる。21歳の記者であった1936年には、コ・ソクヒョン（許淑香、Koh Sok Hiong、许淑香）と結婚した。
1941年、ウィーはUP通信社に転じ、1950年代にはシンガポールの主任通信員を務めた。1959年、古巣の『ザ・ストレーツ・タイムズ』紙に戻り、シンガポールの編集長代理となった。1963年には公共服務章 (Pingat Bakti Masyarakat (PBM)) を授章した。1966年、ウィーは、後にインドネシアの大統領となるスハルトにインタビューし、スハルトが、3年間にわたり続いていたマレーシアとの紛争 (Indonesia–Malaysia confrontation) を終わらせたいという意向を持っていることを報じた。このニュースは一面を飾り、スハルト自身の言葉を引用する形で「スハルト「平和、早い程よい」(Suharto: 'Peace: The sooner the better')」。
1973年には、『ザ・ストレーツ・タイムズ』紙の編集局長として公共服務星章 (Bintang Bakti Masyarakat (BBM)) を授章した。

### 1973年–1984年：外交
ウィーは1973年にジャーナリストを引退し、マレーシア駐在の高等弁務官（イギリス連邦加盟国間で特命全権大使の代わりに交換する外交使節長）となって7年間その任にあった。その後、1980年9月には駐日シンガポール大使、1981年2月には駐韓シンガポール大使に、それぞれ任命された。外交官としての職務を終えたウィーは、1984年に、後のメディアコープ・スタジオの前身であるシンガポール放送協会会長に任命された。
日本駐在時代にはおしんを視聴しており、帰国後シンガポールで(おしんを)放送出来る様にNHK放送センターと交渉した結果、放送が実現した功績もある。

### 1985年–1993年：大統領
1985年、ウィーはシンガポール共和国大統領となり、その任期中においてシンガポール国立大学理事長 (Chancellor) となった。ウィーの2期目の任期まで、大統領候補の選任は国会の専権事項だった。ウィー大統領の2期目の途中だった1991年1月に、国会は憲法を修正し、大統領の直接選挙を導入し、公職者の任命や政府準備金の取り崩しに関する国会の決定に対して大統領が拒否権をもつように制度を改めた。
選挙で選出される大統領職の新設は、シンガポールの歴史において、最も重大な憲政上の変革であり、この憲法修正は政府の予算や公職者の任命についての拒否権によって、大統領の権限を強化するものであった。大統領は、国内保安法 (Internal Security Act) や宗教間の調和に関する諸法に基づいて、政府の権限行使について調査し、腐敗汚職事件の調査を行うこともできるようになった。
シンガポールで初めて実施される、民衆の選挙による大統領選挙を前に、現職のウィーはウィーは出馬せず、大統領としての2期目の任期を全うした上で引退することを決めた。1993年には、ダルジャ・ウタマ・テマセク最高勲章 (Darjah Utama Temasek) を受章した。

### 1994年–2004年：晩年
大統領退任後のウィーは、結婚登録所の長官代理 (deputy registrar of marriages) に任じられた。また、公共への奉仕と1993年までの大学理事長としての貢献に対して、シンガポール国立大学から名誉学位の文学博士を贈られた。
1999年には、キャセイ・オーガニゼーション・ホールディングスの重役となった。
2004年、ウィーは自伝『Glimpses and Reflections』を出版した。その印税などから、50万シンガポール・ドルが8つの慈善団体に寄付された。

## 死と残されたもの
ウィーは、2005年5月2日、シンガポール標準時午前5時10分にシグラップの自宅で、前立腺癌のため89歳で死去した。生前、ウィーは火葬を望み、重要人物が通常葬られるクランジ戦没者墓地ではなく、一般市民と同じくマンダイ納骨堂に遺灰を収めてほしいと言っていた。ウィーの遺体を安置したシンガポールの大統領官邸「イスタナ」で行われた国葬には、多数が弔問に訪れた。
残された家族は、当時69歳だった妻コ・ソクヒョン（1916年-2018年）、息子ビル・ウィーホッキー (Bill Wee Hock Kee) と6人の娘たち、13人の孫、14人のひ孫であった。
2006年、南洋理工大学は、コミュニケーション学部 (School of Communication Studies) をウィーに因んでウィー・キムウィー・コミュニケーション情報学部 (Wee Kim Wee School of Communication and Information) と改称した。
シンガポールマネージメント大学の文化交流研究センター (Centre for Cross-Cultural Studies) は、ウィーに因んでウィー・キムウィー・センター (Wee Kim Wee Centre) と改称した。
南洋理工大学のウィー・キムウィー遺産基金 (Wee Kim Wee Legacy Fund) は、ウィーにちなむ命名である。